# Śrāvaka
Śrāvaka è un sostantivo maschile sanscrito che indica il discepolo di Gautama Buddha; come aggettivo indica ciò "che ascolta", "che apprende".
Lo Śrāvaka è quindi quel praticante buddista che si avvicina al Dharma grazie all'apprendimento delle relative dottrine insegnate da un Buddha o alla raccolta delle stesse riportate nella trasmissione orale o nelle scritture.
- Nel Buddismo dei Nikāya e nel Buddismo Theravāda  lo śrāvaka si distingue da un buddha in quanto ha bisogno di ascoltare gli insegnamenti dello stesso per realizzare la bodhi e raggiungere il nirvāṇa e, raggiunto questo scopo conseguendo lo stato di arhat, non può, a differenza di un buddha, insegnare agli altri esseri senzienti. Nelle scuole Sarvāstivāda e Sautrāntika, lo śrāvaka si avvia lungo i "Cinque sentieri" (pañca-mārga) realizzando progressivamente le Quattro nobili verità. Nella scuola Theravāda che non accetta la dottrina della comprensione progressiva[senza fonte], lo  śrāvaka comprende le Quattro nobili verità avviandosi ad "entrare nella corrente (śrota āpanna, pāli sotāpanna) per poi acquisire lo stato di sakṛdāgāmin (pāli sakadāgami, Colui che liberato dagli ostacoli passionali torna una sola volta), lo stato di anāgāmin (pāli anāgāmi, Colui che è senza ritorno) e infine lo stato di arhat (pāli arahat).

- Il Buddismo Mahāyāna, il cui obiettivo soteriologico è lo stato di buddha realizzato per mezzo del Veicolo dei bodhisattva (bodhisattvayana, detto Veicolo in quanto conduce gli esseri senzienti verso la bodhi), lo śrāvaka, come il pratyekabuddha, appartiene ad un Veicolo "piccolo" (o "inferiore", Hīnayāna) adatto solo a coloro che possono superare solo gli "oscuramenti passionali" ma non gli "oscuramenti cognitivi" in quanto non sono ancora in grado di comprendere a fondo le dottrine del Mahāyāna quali la "vacuità" (śūnyatā) e la tathātā (la Realtà così come è). La bodhi e il nirvāṇa degli śrāvaka sono, per i buddisti mahāyāna, incompleti e non rappresentano la mèta ultima che corrisponde all'anuttarā-samyak-saṃbodhi propria dei buddha e dei bodhisattva mahāsattva.

Nelle altre lingue asiatiche  śrāvaka viene reso come:
- in pāli: sāvaka;
- in cinese 聲聞 shēngwèn;
- in giapponese shōmon;
- in coreano 성문  seongmun;
- in vietnamita thanh văn;
- in tibetano nyan thos.